# Herman Rouwé
Herman Jan Rouwé (født 20. januar 1943 i Grou) er en hollandsk tidligere roer, der deltog i to olympiske lege i 1960'erne.
Rouwé var en del af den hollandske toer med styrmand, der vandt bronze ved OL 1964 i Tokyo. Erik Hartsuiker og styrmand Jan-Just Bos udgjorde bådens øvrige besætning. Hollænderne blev nummer to i deres indledende heat, men vandt derefter deres opsamlingsheat. I finalen sikrede sig de sig med tiden 8.23,42 min. bronzemedaljen, hvor USA vandt guld, mens Frankrig fik sølv, under et halvt sekund foran hollænderne.
Ved legene fire år senere i Mexico City var Hartsuiker og Rouwé skiftet til firer med styrmand i en båd sammen med Berend Brummelman og Tom Dronkert og Otto Weekhout. Båden blev nummer to i det indledende heat, men endte sidst i semifinalen, hvorpå det blev til en tredjeplads i B-finalen og dermed en samlet niendeplads.

## OL-medaljer
- 1964:  Bronze i toer med styrmand